# Pangkalan Sesai
Pangkalan Sesai is een bestuurslaag in het regentschap Dumai van de provincie Riau, Indonesië. Pangkalan Sesai telt 9434 inwoners (volkstelling 2010).